# История на Словения
Първата държава на словенците, Карантания, е образувана през 7 век. През 745 година Карантания губи своята самостоятелност и пада под властта на баварците. Повече от 1200 години словенците нямат независимост. Съвременната словенска държава възниква на 25 юни 1991 година, след разпада на бивша Югославия.

## Праистория
Най-старите доказателства за присъствието на човека на територията на днешна Словения са две каменни сечива от преди около 250 000 години, открити в пещерата Яма у Лози край Орехък. От времето на Вюрмския ледников цикъл, когато на територията на днешна Словения живеят неандерталци, най-важната находка е една свирка от пещерата Дивие бабе над долината на Идрия. През неолита и халколита жителите тези земи вече се занимават с животновъдство и земеделие. В прехода между бронзовата и желязната епоха съществува т.нар. култура на урновите гробове. За периода на халщатската култура са важни укрепените селища върху възвишения, наречени градища, и красиво изработените железни предмети и оръжия, намерени при археологически разкопки в Мост на Сочи, Ваче, Рифник, Шентвид при Стични. Етническата принадлежност на обитателите на тези места не е определена.

## Келти и римляни
През 4 и 3 век пр.н.е. територията на днешна Словения е населена от келтите, които основават първата държава тук, наречена Норикско кралство. От този период водят началото си и много от днешните топоними, напр. Бохин, Тухин, както и имената на реки: Сава, Савиня, Драва. Около 10 година пр.н.е. Норикското кралство е присъединено към Римската империя и по тези места започват да възникват и римски градове, сред които Емона (Любляна), Целея (Целие) и Петовия (Птуй).
През територията на днешна Словения преминават добре изградени търговски и военни пътища от Италия за Панония. Местното население постепенно се романизира и приема християнството.

## Карантания
През 5 и 6 век днешните словенски земи са изложени на нашествията на хуни и германски племена при техните набези в Италия. След напускането и на последното германско племе, лангобардите, което се прехвърля в Италия през 568 г., тези земи са завладени от славянски племена, за които не се знае кога точно идват тук. След успешното отблъскване на аварите в периода от 623 до 626 г., тези славянски племена се включват в племенен съюз, известен като държава на Само, чийто център е в днешна Чехия.
Племенният съюз се разпада през 658 г. и славяните от днешна Корошка (Каринтия) установяват самостоятелното княжество Карантания, чийто център е в замъка Крън, северно от Целовец (Клагенфурт).
От времето на Карантания се съхранява чак до 1414 г. специален обред по коронясване на князете на Каринтия, който се извършва на словенски език.

## Държавата на франките
Към средата на 8 век Карантания става васално княжество на баварците, които започват да разпространяват в нея християнството. През 788 г. жителите на Карантания, заедно с баварците, попадат под властта на франките. В началото на 9 век франките отнемат властта на местните славянски князе и ги заместват със свои графове. По словенските земи започва да се разпростира феодалната система на франките.
В края на 9 век в Панонската низина проникват маджарите, които прекъсват връзката на словенската територия със земите на западните славяни.
Така изолирани, славяните в Карантания и на юг от нея, в Крайна, започват да се развиват в отделен славянски народ, словенците. След победата на император Отон I над маджарите през 955 г., словенската територия е разделена на различни погранични области на Свещената Римска империя, от които най-важната, Карантания, е издигната през 976 г. в ранг на херцогство Велика Карантания. От този период са и Брижинските паметници, първите писмени паметници на словенски език. От тези погранични области през късното средновековие се образуват държавите Щирия, Каринтия, Крайна (Карниола), Гориция, Триест и Истрия, включени в средновековната немска държава.

## Хабсбурги
През 14 век по-голямата част от словенските земи попада под властта на Хабсбургите. Техни силни съперници са графовете от Целие, словенска феодална династия от тези земи, която през 1436 г. получава титлата държавни князе. Последният представител на тази последна голяма словенска династия, имаща влияние върху европейската политика, умира през 1456 и техните многобройни и обширни имения стават собственост на Хабсбургите, които запазват контрола върху тази територия чак до началото на 20 век. Мощната вълна на немската колонизация от 11 век нататък, към края на 15 век свива територията, населена със словенци, до граници, малко по-големи от тези на съвременната словенска етническа територия.
Събитията, които характеризират края на средновековието по тези земи, са турските нашествия през 15 и 16 век. Недоволството от прекалено слабата отбрана срещу турците и въвеждането на нови, преди всичко, натурални данъци и ангария, стават причина за избухване на селски бунтове по словенските земи, най-големият от които, през 1515 г., обхваща почти цялата словенска територия. През 1572 и 1573 г. в общо въстание се обединяват словенските и хърватските селяни. Бунтовете с кървави поражения продължават чак до първата половина на 18 век.

## Възраждане
В средата на 16 век в Словения взема размах Реформацията, която е предимно с лутеранска ориентация. В този период се поставят основите на словенския книжовен език. Примож Трубар издава през 1550 г. първите две книги на словенски език: Абецедар и Катехизис. протестантите издават още около 50 други книги на словенски език, сред които е и първата словенска граматика и превода на Библията на Юрий Далматин от 1584 г.
В началото на 17 век княжеският абсолютизъм и Католическата църква унищожават протестантството и литературата на словенски език задълго замира. Просветителското цивилизационно дело в Централна Европа, особено в хабсбургската монархия, има изключително положително влияние и върху словенския народ – ускорява икономическото развитие и създава условия за създаване на градско съсловие в Словения.
По време на царуването на Йосиф II (1765 – 1790), когато се въвежда и задължително общо образование, а в Словения – основно образование на словенски език (1774), заедно с културно-езиковото дело на словенските просветители започва словенското национално възраждане и раждането на словенската нация в модерния смисъл на думата.
По време на войните на Наполеон, през 1809 г. той откъсва от Хабсбургската монархия югозападните словенски области и образува Илирийските провинции (1809 – 1813) на френската държава, включваща територията на Каринтия, Крайна (Карниола), Гориция, Триест, Истрия, Далмация и Хърватско южно от Сава, с главен град Любляна. Краткотрайната френска власт отменя данъците и подобрява положението на словенския език в училищата, но не премахва феодалната система.

## Австро-Унгария
В т. нар. предмартенски период продължава модернизацията на селото и започва първата индустриализация.
Големият словенски поет Франце Прешерн спомага за преодоляване на езиковите регионализми и утвърждава единен книжовен език за всички словенци, като го защитава от опитите за сливането му с другите южнославянски езици в някакъв изкуствен илирийско-южнословенски език. По време на европейската „Пролет на народите“ през март и април 1848 г. възниква първата словенска политическа програма, наречена „Обединена Словения“, която настоява за обединяване на всички населени със словенци области в една страна – Словения.
На изборите през 1867 г. провинциалните словенски народни представители печелят мнозинство. През същата година възниква Австро-Унгария, разделена на две равноправни части. По-голямата част от днешната словенска територия остава в австрийската част на монархията, а областта Помурие преминава към унгарската част. Още през 1866 г. венецианските словенци гласуват за преминаване към Италия.
Програмата „Обединена Словения“ остава като червена нишка през следващите 60 години в национално-политическите борби на словенския народ в хабсбургската монархия. От този период стават международно известни мнозина словенци, като напр. Иван Цанкар, Франц Миклошич, Рудолф Майстер и др., макар и националната им принадлежност да остава до голяма степен неизвестна по света.

## Първа световна война
По времето на Първата световна война, която тежко засяга Словения, особено с кървавия фронт при Исонцо и политиката на великите сили, която застрашава словенските земи с разпокъсване между няколко държави (Лондонски пакт, 1915), словенците се опитват да уредят своето национално положение в обща държавна формация с хървати и сърби в хабсбургската монархия.
Искането, известно като Майска декларация, внасят словенските, хърватските и сръбските народни представители във виенския парламент през пролетта на 1917 г. Управляващите кръгове в хабсбургската монархия отхвърлят това искане.

## Периодът между двете световни войни
(вж. също Югославия между двете световни войни)
След поражението на Австро-Унгария и Централните сили, на 29 октомври 1918 г. хърватският Сабор в Загреб и словенският народен Сход в Любляна обявяват националното освобождение и създаването на независима Държава на словенци, хървати и сърби с център в Загреб. Опасността от страна на Италия, която окупира Словенското Приморие и Истрия, както и части от Далмация, а също и натискът от страна на сърбите за обединяване в обща държава, става причина на 1 декември 1918 г. Държавата на словенци, хървати и сърби да се обедини с Кралство Сърбия в Кралство на сърби, хървати и словенци, която от 1929 г. се преименува в Кралство Югославия. Словенците считат сега това държавно формирование за историческа грешка, макар че тогава няма друга възможност, понеже италианската политика на пренебрегване решенията на великите сили представлява сериозна заплаха.
След наложения през 1920 г. каринтски плебисцит словенска Каринтия бива присъединена към Австрия. Обединена Словения остава далеч от замисъла. По-голямата част от словенската нация остава в границите на югославската държава, която има изцяло централистично управление, но не се ползва от никаква конституционна и юридическа автономия. Въпреки това, поради компактното население и силното влияние на Словенската народна партия, застъпваща се за автономия, на практика словенците живеят в автономия, която централистичното белградско законодателство не може да им отнеме. Словения се развива добре в културно и икономическо отношение. За вътрешнополитическия живот е характерно острото, но културно съперничество между консервативната християнско-социална Словенска народна партия и Либералната партия на Словения.

## Втора световна война
По време на Втората световна война Кралство Югославия се разпада и словенската територия е разделена между Германия, Италия и Унгария.
На 26 април 1941 г. в Любляна се създава Освободителен фронт на словенския народ, който започва въоръжена съпротива срещу окупаторите, наречена Народоосвободителна борба. От 1 март 1943 г., след подписване на Доломитската декларация, ръководната роля в Освободителния фронт поема Комунистическата партия на Словения, която в края на войната завзема цялата власт. Партизанската войска на Освободителния фронт установява контрол върху цялата словенска етническа територия.

## Федеративна Югославия
Събранието на словенските народни представители в Кочевие през октомври 1943 г. решава словенците да се включат в новата Югославия, чието създаване е обявено на заседанието на АВНОЮ в гр. Яйце на 29 ноември 1943 г. През 1945 г. тази държава получава името Федеративна народна република Югославия (ФНРЮ). Словения като нейна съставна част се преименува на Народна република Словения. До 1947 г. е национализирана цялата частна дейност.
След прекъсване на отношенията със Съветския съюз през 1948 г. Югославия се опитва да въведе по-мека форма на социализъм, основан върху обществена собственост и самоуправление. Град Триест и неговите околности са дадени на Италия. През 1963 г. ФНРЮ се преименува на Социалистическа федеративна република Югославия (СФРЮ), а Словения – на Социалистическа република Словения.
Икономически Словения се развива бързо, особено през 50-те години на XX век, когато е значително индустриализирана. След икономическа реформа и последвалата я икономическа децентрализация на Югославия през 1965 и 1966 г., Словения най-бързо от всичките шест републики на СФРЮ започва да се приближава към пазарна икономика. Въпреки ограничителното икономическо и социално законодателство, което се налага предимно от най-големия народ в СФРЮ – сръбския, и въпреки тенденциите към централизация на управлението, Словения с подкрепата на неразвитите републики запазва по-доброто си икономическо положение, основано на повишена квалификация, добра трудова дисциплина и организация на труда.
Словения създава обществен продукт, по-висок около 2,5 пъти от средния за СФРЮ, което крепи националното самосъзнание на словенците. Това самосъзнание се изявява както в икономическата, така и в културната област. Националното чувство за по-голяма самостоятелност укрепва силно с идването на власт на Милан Кучан 1986 г. като председател на Президиума на ЦК на Съюза на комунистите на Словения. Същият става член и на Президиума на ЦК на Съюза на комунистите на Югославия във време, в което начело на Сърбия и практически лидер на цяла социалистическа Югославия става консервативният комунистически ръководител Слободан Милошевич. Милан Кучан е радетел на идеята за независима от Югославия словенска държава.

## Независима Словения
След смъртта на Йосип Броз Тито през 1980 г., икономическите и политически условия започват да се влошават, което за десет години довежда до края на СФРЮ. Първото ясно искане за независимост на Словения поставя група интелектуалци през 1987 г. в бр. 57 на списанието Нова ревия. Това съвпада с избора година по-рано през 1986 на Милан Кучан за Председател на Председателството на ЦК на Съюза на комунистите на Словения и член на Политбюро на ЦК на СЮК. Милан Кучан подкрепя нагласите за демократизация сблъсквайки се с новия консервативен ръководител на Сърбия и практически лидер на цяла СФРЮ Слободан Милошевич който през 1986 г. става Председател на Председателството на ЦК на Съюза на комунистите на Сърбия и член на Политбюро на ЦК на СЮК, а борбата между Кучан и Милошевич става ябълка на раздор в цяла социалистическа Югославия. Докато Милошевич е консервативен комунист и националист, Кучан подкрепя идеите на новия съветски лидер Михаил Горбачов за перстройка в международните отношения. В отговор на политиката на Милошевич в Сърбия и Югославия, Милан Кучан осъжда политката на Слободан Милошевич и неговите доверени лица поставени на най-високи партийни и държавни постове в Югославия, особено след предложението на Милошевич през 1987 г. за отнемане на автономията на Косово спрямо СР. Сърбия. В отговор Слободан Милошевич пристъпва към потискане на тези течения в цяла Югославия. В Косово е въведена освен отнемане на автономията и военно присъствие на Югославска народна армия. Това е посрещнато с негодувание и протест в Словения. Искания за демократизация и съпротива срещу централистична Югославия и Слободан Милошевич стават причина за ареста на трима сътрудници на политическия седмичник Младина и на един подофицер от ЮНА. Милошевич реагира и с още мерки срещу антиюгославските и антикомунистическите нагласи в Словения поставяйки на поста министър на народната отбрана на СФРЮ своят проближен генерал полковник Велко Кадиевич който разкрива още заговори в Словения като в затвора е хвърлен дисидента Янез Янша. Политиката на Милошевич е осъдена и от съветския лидер Михаил Горбачов.
През 1988 и 1989 г. възникват първите опозиционни политически партии, които с Майската декларация от 1989 г. настояват за суверенна държава на словенския народ. В същото време Милошевич сваля от постовете несъгласните с неговта политика косовски партийни и автономни ръководители Азем Власи и Качуша Яшари, и със силите на хора на Милошевич е направена смяна на ръководството на Черна гора където е поствен верния на Белград ръководител Момир Булатович. Тези действия на сръбската и югославската партийна и държавна власт стават повод Председателя на словенската комунистическа партия Милан Кучан да постави на 18 ия пленум на ЦК на Съюза на Югославнските комунисти – октомври 1988 г. въпроса за нарушение на човешките права и териториалната цялост на отделните югославски република, а председателя на председателството на СР. Словения Янез Становник отправя предупреждение по време на свое посещение в университет в САЩ през юли 1988 г. срещу Слободан Милошевич, обвинвайки го че е прекрачил всякакви граници на търпението. Милошевич обаче реагира мигновено като заявява че той а не словенските ръководители са истинските лидери и пазители на Югославия. Въведено е по заповед на Милошевич военно положение в Косово, а в казарма на Югославската народна армия в Прищина един косовски албанец убива двама сръбски и един хърватски войници. В отговор през април 1988 словенски и хърватски представители във федералната Скупщина на социалистическа Югославия отказват да подкрепят искането на югославското правителство вярно на Слободан Милошевич за ново стенбай споразумение с Международния валутен фонд след отказа на съветскя ръквовдител М.Горбачов да отпусне заем на социалистическа Югославия в която властва Милошевич. Започват протести и стачки стигнали до Белград, а страната е в икономическа криза. На 30 декември 1988 г. правителството на СФРЮ подава оставка и е съставено през март 1989 г. ново югославско правителство начело с Анте Маркович – привърженик на политиката срещу Слободан Милошевич и на курса на независимост на Словения, Хърватска и др. югославски републики. Реакцията на Милошевич е незабавна и в състава на югославското държавно Председателство като представител на СР. Сърбия е поставен неговия най-близък помощник Борисав Йович дотогава председател на Скупщината на СР. Сърбия. Отначало Йович е зам.председател на Председателството, оглавено от близкия до Милан Кучан словенски представител Янез Дърновшек, но от май 1990 г. Борисав Йович е Председател на Председателството на Югославия и заедно с Милошевич и военния министър Велко Кадиевич започват пряк сблъсък с демократично настроеното крило на Милан Кучан, югопремиера Анте Маркович и външния министър Будимир Лончар – също хърватин. През ноември 1989 г. социализма в Източна Европа се разпада, но Милошевич, Йович и Кадиевич отказват да въведат реформи в югославския социалистически обществен строй. Засилени за репресивените мерки, а ген. Кадиевич предлага да бъдат арестувани Милан Кучан и Будимир Лончар. В знак на протест срещу диктата на Сърбия и Югославия словенските и хърватские предтавители в Съюза на югославските комунисти демонстративно напускат залата на 14 ия конгрес на югославската комунистическа партия януари 1990 г. и тя се разпада. През април 1990 г. в Словения се провеждат първите демократични избори, на които побеждава опозицията, обединена в ДЕМОС. На 23 декември същата година, на плебисцит над 88% от гласувалите подкрепят независимостта на Словения. На 25 юни 1991 г. словенският парламент и лично словенския лидер Милан Кучан приемат конституционен закон за утвърждаване на Основните конституционни документи за самостоятелност и независимост на Словения, Декларацията за независимост на Словения и много закони, с които Словения поема компетенциите на федерацията на своя територия. На следващия ден югославската армия по заповед на Слободан Милошевич и Борисав Йович напада новата държава но последната е блокирана в поделенията от силите на Териториалната отбрана на Словения – т.нар териториалци и югославските войски не успяват да смажат съпротивата. След десетдневната война за независимост на Словения на 7 юли с Брионската декларация се сключва примирие което Слободан Милошевич и Председателя на Председателството на Югославия Борисав Йович се принуждават да приемат под международен натиск, надявайки де че няма да има нови конфликти в останалите републики (където живеят сръбски малсцинства за разлика от Словения където няма сърби). На 18 юли председателството на СФРЮ приема решение ЮНА да се изтегли с въоръжението си от Словения и през октомври 1991 г. последният войник на ЮНА напуска Словения. През ноември 1991 г. бива приет закон за реституцията, а през декември – нова конституция. Европейският съюз признава Република Словения в средата на януари 1992 г., а ООН я приема за свой член през май 1992 г.

## Словения в Европейския съюз
През февруари 1999 г. влиза в сила споразумение за асоцииране с Европейския съюз и от 1 май 2004 г. Словения става пълноправна страна-членка на Европейския съюз, а от 29 март 2004 става член на НАТО.